# Pete Jacobsen
Pete Jacobsen (* 16. Mai 1950 in Newcastle-upon-Tyne als Peter Paul George Jacobsen; † 29. April 2002 in London) war ein britischer Jazzpianist.

## Leben und Wirken
Jacobsen, der bereits als Baby erblindete, brachte sich die Grundzüge der Harmonielehre bereits als Kind bei. 1969 schloss er an der Royal Academy of Music seine Ausbildung als klassischer Konzertpianist ab. Er spielte dann Fusionjazz bei Barbara Thompson und Gary Boyle, um zu Morrissey-Mullen zu wechseln. Dann begleitete er den schottischen Saxophonisten Bobby Wellins und war an dessen Einspielungen Jubilation (1978), Dreams Are Free (1979) und Birds of Brazil (1989) beteiligt. Während der 1980er und 1990er Jahre gehörte er zu den Bands von Chris Biscoe und Tim Whitehead.
Auch arbeitete er mit Don Weller, Alan Skidmore, Peter King und der Celtic-Jazz-Band Carmina, aber ebenso mit durchreisenden Musikern wie Eberhard Weber oder Jimmy Knepper; er spielte zudem Solokonzerte. Er beherrschte das Spektrum vom Straight Ahead Jazz bis zur freien Improvisationsmusik und wurde nach Ansicht des Jazz Rough Guide nicht in dem Maß gewürdigt, wie es sein sensibles und gleichzeitig kraftvolles Spiel verdiente.

## Diskographische Hinweise
- Morrissey-Mullen This Must Be the Place (1985)
- Chris Biscoe Sextet (1986)
- Phil Wachsmann/Peter Jacobsen/Ian Brighton/Marcio Mattos/Trevor Taylor Eleven Years from Yesterday (1988)
- Bobby Wellins Birds of Brazil (1989)
- Tim Whitehead Authentic(1991)
- Pete Jacobsen Ever Onward (solo) (1994)
- Pete Jacobsen/Simon Woolf/Nic France On Your Marks (2002)

## Lexigraphische Einträge
- Ian Carr, Digby Fairweather, Brian Priestley: Rough Guide Jazz. Der ultimative Führer zur Jazzmusik. 1700 Künstler und Bands von den Anfängen bis heute. Metzler, Stuttgart/Weimar 1999, ISBN 3-476-01584-X.